# Epectaptera agualanii
Epectaptera agualanii är en fjärilsart som beskrevs av Embrik Strand 1920. Epectaptera agualanii ingår i släktet Epectaptera och familjen björnspinnare. Inga underarter finns listade i Catalogue of Life.